# Salaridi
Salaridi (također poznati i kao Musafiridi ili Langaridi) su iranska lokalna dinastija koja je od 941. do 979. godine vladala područjima u današnjoj Armeniji i iranskoj regiji Azarbajdžan. Bili su delamitskog podrijetla, a religijski su pripadali sunitskom islamu. Osnivač salaridske dinastije bio je Muhamed ibn Musafir, lokalni zapovjednik (perz. Sallār) iz grada Taruma koji je proširio svoj politički utjecaj na Šamiran i oženio se plemkinjom iz susjedne iranske dinastije Džustanida čime je još više osnažio svoj položaj u regiji. Njegovi nasljednici vladali su još približno pola stoljeća sve dok ih susjedni Šadadidi nisu učinili svojim vazalima. Salaridi su lokalno nastavili vladati sve do pojave Seldžuka sredinom 11. stoljeća.